# 士孙瑞
士孫瑞（？—195年），字君榮，東漢扶風（今陕西兴平东南）人。曾和王允討論如何刺殺董卓。興平二年（195年）在保護漢獻帝時被亂軍殺害。著有《補續漢書藝文志》傳於世。

## 生平
中平五年十一月（188年），時值漢陽人王國起兵叛亂，率領部眾十餘萬進攻陳倉，有威脅三輔之虞。朝廷任命蓋勳為京兆尹與皇甫嵩共守三輔，蓋勳領郡兵五千人，自請滿萬人，上表任用處士扶風士孫瑞為鷹鷂都尉、桂陽魏傑為破敵都尉、京兆杜楷為威虜都尉、弘農楊儒為鳥擊都尉、長陵第五儁為清寇都尉。
獻帝初，為執金吾。王允引為僕射，謀誅董卓。瑞以允自專討卓之功，歸功不候，故得免李傕之難。後為光祿大夫。每三公缺，楊彪、皇甫嵩皆讓位於瑞。

## 遇害
兴平二年（195年）汉献帝离开长安回归洛阳。在弘农郡东涧，追击献帝的李傕、郭汜军与护卫献帝的董承、杨奉军交战，董承、杨奉军战败。時任卫尉的士孙瑞和光祿勳邓泉、廷尉宣璠、大长秋苗祀、步兵校尉魏桀、侍中朱展、射声校尉沮俊都被李傕、郭汜殺害。

## 家庭

### 子
- 士孫萌，字文始，獻帝遷都許縣，追論其父士孫瑞前功，封其澹津亭侯。

## 评价
- 《三辅决录注》：「瑞少传家业，博达无所不通，仕历显位。」
- 《资治通鉴》：「《易》称『劳谦君子有终吉』，士孙瑞有功不伐，以保其身，可不谓之智乎！」